# Geelbuikkanarie
De geelbuikkanarie (Crithagra flaviventris; synoniem: Serinus flaviventris) is een kanariesoort uit de familie Fringillidae. De Zuid-Afrikaanse naam is "Geelkanarie".

## Kenmerken
Het vogeltje is een zaadeter en ongeveer 13 centimeter lang en is daarmee iets kleiner dan de huismus. De kleur het mannetje varieert van vrijwel volledig geel in het noordwesten van het leefgebied, tot geel met een olijfkleurige rug in het zuidoosten. Het vrouwtje heeft een grijsbruine rug met zwart met lichtgele vleugels en een vale streep boven de ogen.
De roep van het vogeltje luidt ongeveer tsjissik or tsjirie.

## Verspreiding en leefgebied
De soort telt 4 ondersoorten:
- C. f. damarensis: zuidwestelijk Angola, Namibië, Botswana en het noordelijke deel van Centraal-Zuid-Afrika.
- C. f. flaviventris: uiterst zuidelijk Namibië, westelijk en zuidwestelijk Zuid-Afrika.
- C. f. guillarmodi: de hooglanden van Lesotho.
- C. f. marshalli: zuidoostelijk Botswana, centraal en noordoostelijk Zuid-Afrika, de laaglanden van Lesotho.

Het leefgebied van de soort is terrein met lage bosjes langs de kust en in valleien, met name in  de Karoo.  In  Lesotho komt C. f. guillarmodi voor in lage begroeiing van bergachtig gebied tot op een hoogte van 1530 m boven zeeniveau. De soort maakt compacte nesten in het kreupelhout.

## Status
De grootte van de populatie is niet gekwantificeerd. Men veronderstelt dat de soort in aantal stabiel is. Om deze redenen staat de geelbuikkanarie als niet bedreigd op de Rode Lijst van de IUCN.